# Cayo Gorda
Cayo Gorda es el nombre de un cayo que está a 66 millas náuticas de la costa este del país centroamericano de Honduras en el Mar Caribe. Tiene una superficie aproximada de 0,007 kilómetros cuadrados (poco menos de 1 hectárea) y en 2005 estaba habitada por 11 personas.
En 2001 la isla fue utilizada como punto de referencia en el tratado que estableció la frontera marítima entre Honduras y el Territorio Británico de Ultramar de las Islas Caimán, por lo que a pesar de su pequeña extensión constituye un elemento fronterizo importante.